# Jean-Louis Martinoty

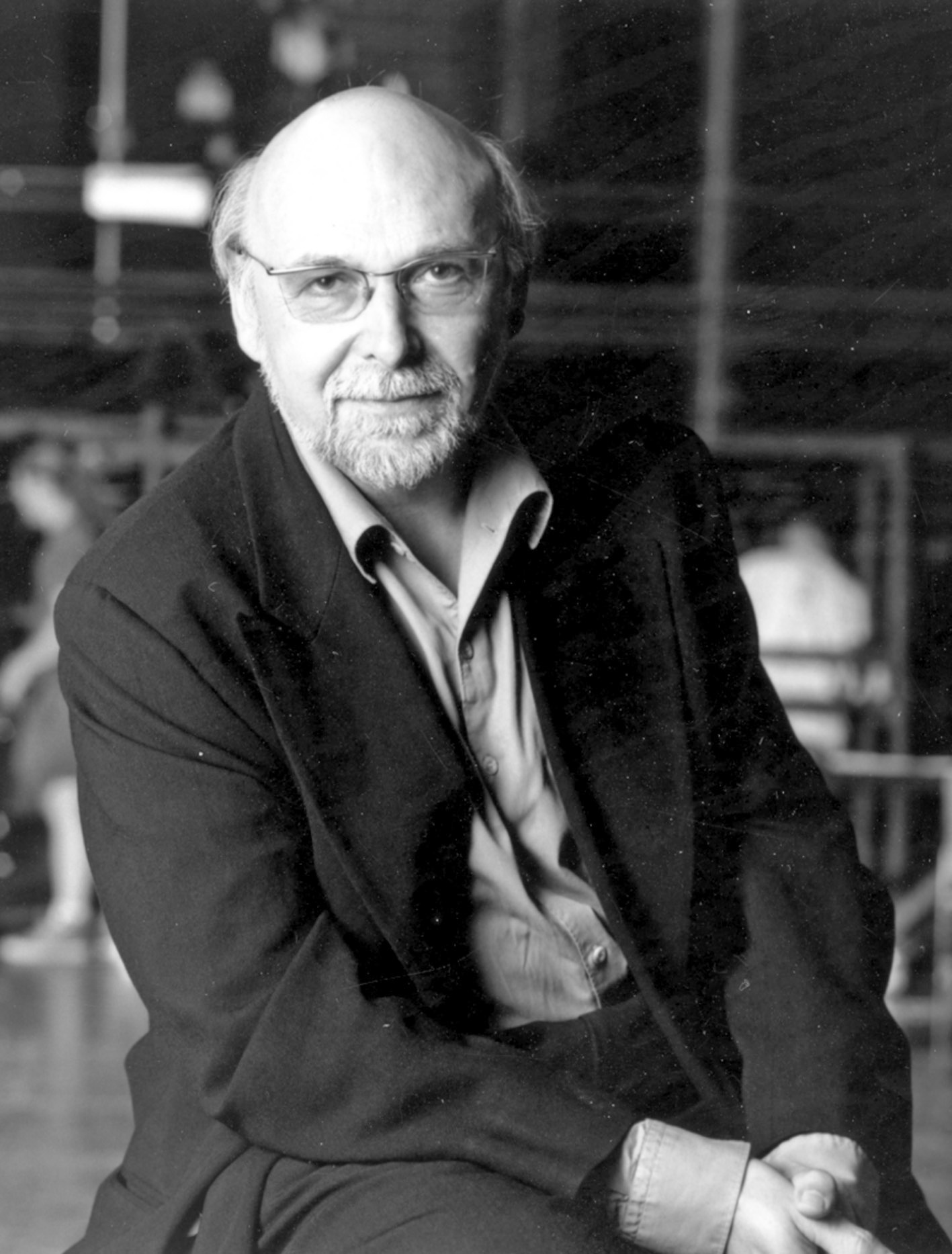
Jean-Louis Martinoty

Jean-Louis Martinoty (* 20. Januar 1946 in Étampes; † 27. Januar 2016 in Neuilly-sur-Seine) war ein französischer Opernregisseur und Autor.

## Leben und Wirken
Martinoty wuchs zunächst in Algerien auf. Er lernte Cello zu spielen. Eine Begegnung mit Jean-Pierre Ponnelle löste sein Interesse für Oper aus. Als erstes Werk inszenierte er Benjamin Brittens Sommernachtstraum. Es folgten Opern von Offenbach, Francesco Cavalli, Marc-Antoine Charpentier, Händel, Lully, Jean-Philippe Rameau, Cesti und Monteverdi, damit war sein Ruf als Regisseur von Barockopern begründet.
Später inszenierte er auch neueres Repertoire, darunter Ariadne auf Naxos, Wagners Ring, Carmen, Pelléas et Mélisande, schließlich aber auch Operetten wie die Lustige Witwe und den Zigeunerbaron. Während seiner karriere arbeitete er regelmäßig mit österreichischen  Dekorateur Hans Schavernoch.
Überraschend wurde er 1986 Direktor der Pariser Oper – in der Nachfolge von Massimo Bogianckino, der zu dieser Zeit sein Amt als Bürgermeister von Florenz antrat – diese Position bekleidete Martinoty bis 1989.

## Auszeichnungen
- Prix Claude-Rostand („meilleur spectacle lyrique en province“) für David et Jonathas von Marc-Antoine Charpentier an der Opéra de Lyon, Spielzeit 1980/1981[1]
- Prix Claude-Rostand für Le Couronnement de Poppée von Monteverdi im Atelier lyrique de l’Opéra du Nord – Tourcoing, Spielzeit 1981/1982[1]
- „Grand prix de la meilleure production lyrique“ für Les Boréades von Rameau beim Festival d’Aix-en-Provence, Spielzeit 1982/1983[1]
- „Grand prix de la meilleure production lyrique“ für Les Noces de Figaro von Mozart im Théâtre des Champs-Élysées, Spielzeit 2001/2002[1]

## Belege
1. 1 2 3 4  Palmarès du prix de la critique (Memento vom 4. März 2016 im Internet Archive).

| Personendaten    | Personendaten                          |
| ---------------- | -------------------------------------- |
| NAME             | Martinoty, Jean-Louis                  |
| KURZBESCHREIBUNG | französischer Opernregisseur und Autor |
| GEBURTSDATUM     | 20. Januar 1946                        |
| GEBURTSORT       | Étampes                                |
| STERBEDATUM      | 27. Januar 2016                        |
| STERBEORT        | Neuilly-sur-Seine                      |